# Kognitivní antropologie
Kognitivní antropologie je studium vztahu mezi lidskou společností a lidským myšlením. Kognitivní antropologové zkoumají, jak lidé v sociálních skupinách chápou objekty a události, z nichž se skládá jejich svět, jak o nich přemýšlejí a jak toto chápání a myšlení ovlivňuje jejich chování. Objekty a události mohou být čímkoliv od fyzických předmětů jako divoké rostliny až po abstraktní koncepty, jako je sociální spravedlnost.
Kognitivní antropologie je vědecký obor v rámci kulturní antropologie, ve kterém se vědci snaží vysvětlit vzorce sdílení znalostí, kulturních inovací a jejich přenosu v čase a prostoru s využitím metod a teorií kognitivních věd (zejména experimentální psychologie a evoluční biologie), často v úzké spolupráci s historiky, etnografy, archeology, jazykovědci, muzikology a dalšími odborníky zabývajícími se popisem a interpretací kulturních forem. 

## Historie
Jako obor antropologie má kognitivní antropologie své kořeny v antropologii, lingvistice, etnografii a je úzce spojena s psychologickým výzkumem kognitivních procesů. Obor vznikl jako samostatná oblast studia po roce 1950, kdy se etnografové snažili zkoumat "pohled domorodce" přijetím empirického přístupu v antropologii. 

Nový obor byl alternativně nazýván také jako Etnologie, Etnosémantika, Etnolingvistika nebo Nová etnografie. Všechny tyto výrazy se vztahují na nové směry, které interpretovali nové etnografické znalosti po roce 1950. Tento přístup pod pojmem kultura rozumí znalosti, na rozdíl od materialistických představ, které do té doby ovládaly tento obor. 

V prvních desetiletích praxe se kognitivní antropologie zaměřovala na lidové taxonomie, zahrnující koncepty barev, rostlin a nemocí. Během let 1960 až 1970 došlo ke teoretickému a metodickému posunu v rámci oboru. Lingvistické analýzy i nadále poskytovaly metody pro porozumění a přístup ke kognitivním kategoriím domorodých lidí. Nicméně se důraz přesouvá od věcí a jejich vztahů k původním kategoriím, na analýzu kategorií z hlediska mentálních procesů. Vědci této generace předpokládali, že existují duševní procesy založené na struktuře mysli a tedy jsou společné pro všechny lidi. Tento přístup rozšířil působnost odboru na studium nejen komponentů abstraktních systémů myšlení, ale také na zkoumání mentálních procesů vztahujících se k symbolům a myšlenkám.

## Předmět studia
Kognitivní antropologie je studium myšlení v kontextu kultury. Mezi mnoha výzkumnými tématy, kterými se zabývá patří mezi nejdůležitější :

### Kulturní modely
Kulturní model (také lidový model, kulturní schéma) není přesně definovaný pojem, ale "slouží jako heslo pro mnoho různých druhů kulturních znalostí". Kulturní modely obecně odkazují na nevědomý soubor předpokladů a vysvětlení, který členové společenství nebo skupin sdílejí. Mají zásadní vliv na lidské chování a chápání světa.
Slova, gramatické kategorie a pravidla jsou v lidské paměti spojovány s kulturními modely. Lingvistické formy a kognitivní schémata se aktivují navzájem: lingvistické formy dostávají schémata do mysli a následně se schémata vyjadřují v jazykových formách. Prakticky všechny výzkumné strategie využívají tento vztah mezi jazykem a myšlením při studiu konceptuálních znalostí a kognitivních systémů.
Příkladem kulturního modelu je schéma popisující obchodní události ve vybrané kultuře. Model "Obchodní události" má proměnné – "kupující", "prodávající", "peníze", "zboží" a "výměna" (závorky rozlišují konceptuální jednotky od slov). Pak "kupující" je osoba, která vlastní "peníze", prostředek výměny a "prodávající" je osoba vlastnící "zboží", předmět výměny. "Výměna" je interakcí při které "kupující" dává "peníze" a dostává "zboží", zatímco "prodávající" dodává "zboží" a dostává "peníze". Událost je chápána jako obchodní transakce, jakmile osoby, objekty a události v prostředí jsou přiřazeny ke odpovídajícím proměnným daného modelu (schématu).
Několik slov – koupit, prodat, zaplatit, náklady, hodnota, cena, utratit, účtovat – aktivuje schéma "Obchodní události". Každé z těchto slov vybírá některé aspekty schématu na jejich zvýraznění, přičemž zbylé aspekty zůstávají nevyjádřené v pozadí. Slovo koupit se zaměřuje na výměnu z pohledu kupujícího a slovo prodávat z pohledu prodávajícího. Náklady se zaměřují na peněžitou část vztahu peníze-zboží a hodnota a cena se zaměřuje na zbožní část vztahu. Slova zaplatit a utratit se soustřeďují na kupujícího a peněžní část vztahu peníze-zboží, zatím co slovo poplatek se zaměřuje na prodávajícího a zbožní část vztahu peníze-zboží.
Kognitivní modely jsou abstrakce, které reprezentují konceptuální vědomosti (znalosti). Jsou to kognitivní struktury paměti, které představují stereotypní koncepty. Modely strukturují naše poznání objektů a situací, událostí a akcí, a také sekvence událostí a akcí.

### Kulturní univerzálie
Kulturní univerzálie jsou systémy konceptuálního poznání, které se vyskytují ve všech společnostech (kulturách). Při studiu kognitivních společných prvků, antropologové zastávají "omezeně relativistickou" nebo univerzalistickú pozici. Přijímají relativistický pohled při rozpoznávání rozdílů v jednotlivých kognitivních a kulturních systémech a univerzalistickú pozici co se týče společných fundamentálních konceptů a univerzalit v těchto systémech.
Výzkum porovnávající barevné kategorie ukázal, že základní barevné kategorie jsou organizovány kolem nejlepších příkladů a že tyto základní barvy jsou stejné napříč jednotlivci a jazyky. Bylo také zjištěno, že existuje přesně jedenáct univerzálních barevných kategorií – černá, bílá, červená, zelená, žlutá, modrá, hnědá, fialová, oranžová, růžová a šedá, které jsou zakódovány v přísné evoluční sekvenci, a že tyto univerzálie jsou určeny převážně neuro-fyzikálními procesy při lidském vnímání barev.
Myšlenka kulturních univerzálií – že specifické aspekty kultury jsou společné pro všechny lidské kultury je v rozporu s kulturním relativismem.

### Kulturní konsensus
Teorie kulturní konsensu byla rozpracovaná A. Kimball Romneym, Williamem Batchelder a Susan Wellerová v 80. letech minulého století jako způsob zkoumání kulturních znalostí. Teorie předpokládá, že kulturní znalosti jsou sice sdíleny, ale příliš obsáhlé na to, aby jimi mohl disponovat jediný jedinec a tím pádem jsou nerovnoměrně rozděleny. Kulturní konsensus se zabývá individuální variabilitou kulturních znalostí a jak se odlišné individuální konceptuální systémy organizují v rámci kulturních systémů.
Použitím skupiny analytických postupů, teorie odhaduje "kulturně" správné odpovědi na sérii otázek a zjišťuje úroveň sdílení odpovědí nebo znalostí respondentů. Teorie konsensu tedy zkoumá vzorce shody mezi jednotlivci skupiny na určité obory znalostí spojených s kulturou, s cílem studia organizace kognitivní rozmanitosti. Stanoví tak "správnou" verzi kulturních znalostí.
Teorie se stala výraznou součástí sociální, kulturní a medicínské antropologie a je používána i v jiných kognitivních vědách a v mezi-kulturním výzkumu.

### Lidové taxonomie
Mnoho počátečních prací v etnologii se soustředilo na lidovou taxonomii, nebo způsob jak lidé organizují některé skupiny objektů nebo výrazů. Vycházejíce z lidových (kulturních) modelů, jsou lidové taxonomie klasifikace kulturních oblastí použitím hierarchií kategorií definovaných kulturními kritérii.